# Europees kampioenschap voetbal 2012 (Groep C) Kroatië - Spanje
Dit artikel gaat over de wedstrijd in de groepsfase in groep C tussen Kroatië en Spanje die gespeeld is op 18 juni 2012 tijdens het Europees kampioenschap voetbal 2012.
Het was de eenentwintigste wedstrijd van het toernooi en werd gespeeld in de PGE Arena Gdańsk in Gdańsk.

## Voorafgaand aan de wedstrijd
- Op de FIFA-wereldranglijst van mei 2012 stond Kroatië op de achtste plaats, Spanje op de eerste plaats.[1]
- Kroatië en Spanje speelden vier keer eerder tegen elkaar. Kroatië won één keer, Spanje won tweemaal, één keer eindigde het duel in een gelijkspel.
- In de vier onderlinge duels scoorde Kroatië vier keer, Spanje scoorde vijf keer.

## Wedstrijdgegevens

De basisopstellingen van beide landen

| Datum                | 18 juni 2012                   | 18 juni 2012                   |
| Wedstrijdnummer      | 21                             | 21                             |
| Stadion              | PGE Arena Gdańsk, Gdańsk       | PGE Arena Gdańsk, Gdańsk       |
| Toeschouwers         | 39.076                         | 39.076                         |
| Scheidsrechter       | Wolfgang Stark                 | Wolfgang Stark                 |
| Assistenten          | Mike Pickel Jan-Hendrik Salver | Mike Pickel Jan-Hendrik Salver |
| Vierde man           | Richard Liesveld               | Richard Liesveld               |
| Man van de wedstrijd | Andrés Iniesta                 | Andrés Iniesta                 |
|                      | Kroatië                        | Spanje                         |
| Doelpunten           | 0                              | 1                              |
| Gele kaarten         | 6                              | 0                              |
| Rode kaarten         | 0                              | 0                              |
| Wissels              | 3                              | 3                              |
| Schoten op doel      | 3                              | 9                              |
| Schoten naast doel   | 3                              | 3                              |
| Overtredingen        | 0                              | 0                              |
| Hoekschoppen         | 4                              | 11                             |
| Buitenspel           | 0                              | 1                              |
| Vrije trappen        | 17                             | 21                             |
| Balbezit (tijd)      | 0                              | 0                              |
| Balbezit (%)         | 35                             | 65                             |

| Kroatië | 0 – 1           | Spanje |
| | goals (assists) | 88' Jesús Navas (Andrés Iniesta) |
| Slaven Bilić | bondscoach      | Vicente del Bosque |
| Stipe Pletikosa Domagoj Vida 66' Vedran Ćorluka Gordon Schildenfeld Ivan Strinić Darijo Srna Ognjen Vukojević 81' Luka Modrić Ivan Rakitić Danijel Pranjić 66' Mario Mandžukić | opstellingen    | Iker Casillas Álvaro Arbeloa Gerard Piqué Sergio Ramos Jordi Alba Xavi Hernández Sergio Busquets Xabi Alonso 73' David Silva 61' Fernando Torres Andrés Iniesta |
| Nikica Jelavić 66' Ivan Perišić 66' Eduardo da Silva 81' | wissels         | 61' Jesús Navas 73' Cesc Fàbregas 89' Álvaro Negredo |
| Vedran Ćorluka 28' Darijo Srna 44' Ivan Strinić 53' Eduardo da Silva 90+1' Mario Mandžukić 90+1' Ivan Rakitić 90+3'                                                            | gele kaarten    | |
| | rode kaarten    | |

## Wedstrijden
| Groepswedstrijden | | | |
| Groep A | Groep B | Groep C                                                                                               | Groep D |
| Polen - Griekenland Rusland - Tsjechië Griekenland - Tsjechië Polen - Rusland Tsjechië - Polen Griekenland - Rusland | Nederland - Denemarken Duitsland - Portugal Denemarken - Portugal Nederland - Duitsland Portugal - Nederland Denemarken - Duitsland | Spanje - Italië Ierland - Kroatië Italië - Kroatië Spanje - Ierland Kroatië - Spanje Italië - Ierland | Frankrijk - Engeland Oekraïne - Zweden Oekraïne - Frankrijk Zweden - Engeland Engeland - Oekraïne Zweden - Frankrijk |
| Kwartfinales | | | |
| Tsjechië - Portugal                                                                                                  | Duitsland - Griekenland | Spanje - Frankrijk                                                                                    | Engeland - Italië |
| Halve finales | | | |
| ‎Portugal - Spanje | ‎Portugal - Spanje | Duitsland - Italië                                                                                    | Duitsland - Italië                                                                                                   |
| Finale | | | |
| Spanje - Italië | | | |